# Giuseppe Persiani (1826-1899)
Giuseppe Persiani   (Gessopalena, 1826 - Chieti, 1899) fou un compositor italià.
Fou deixeble Mario Aspa a Nàpols, i el 1855 es donà conèixer per la seva òpera titulada Malek-Adel, estrenant poc temps després Il prigionero di Palermo i L'italiano. A més, va compondre misses, vigílies, himnes, obertures, àries, romances, etc.